# Mastotermes reticulatus
Mastotermes reticulatus (лат.) — ископаемый вид термитов рода Mastotermes (семейство Mastotermitidae). Обнаружен в меловом бирманском янтаре (Мьянма). Возраст находки около 99 млн лет. Один из древних видов термитов.

## Описание
Мелкие ископаемые термиты, которые были описаны по крыльям имаго в бирманском янтаре. Длина переднего крыла (без учета чешуек переднего крыла) 13,2 мм, ширина около 4,7 мм. Длина переднего крыла (без учета чешуек переднего крыла) примерно в три раза больше ширины; чешуйки переднего крыла крупные; сильно сетчатые, нерегулярная бислойная структура в M и CuA, поперечные жилки между Rs и M очевидны; Sc, R, Rs и M утолщены, сильно склеротизированы и явно пигментированы; Sc и R1 простые и короткие; Rs с семью или восемью ветвями, с вторичными ветвями, идущими параллельно костальному краю; M с шестью ветвями, первая ветвь M возникает на середине длины переднего крыла, вторичные ветви присутствуют, медиальное поле охватывает вершину крыла, угол ветвей и главной жилки постепенно увеличивается.

## Таксономия и этимология
Вид был впервые описан в 2024 году по переднему крылу единственного типового экземпляра имаго (голотип CNU-TER-BU-2017006). Переднее крыло Mastotermes reticulatus похоже на Mastotermes monostichus Zhao, Eggleton & Ren, 2019, но есть некоторые различия; Sc, R и Rs у Mastotermes reticulatus расположены ближе, а вторичных ветвей меньше, что делает жилки Rs параллельными костальному краю, а не постепенно сужающимися, как у M. monostichus. По сравнению с M. monostichus, жилка M у M. reticulatus еще более неправильная и с меньшим количеством ветвей. Эти разные характеристики указывают на то, что они не являются одним и тем же видом.
Видовое название M. reticulatus происходит от латинского слова reticulatus («сетчатый»), что указывает на хорошо развитые и хорошо различимые сетчатые жилки крыла голотипа.